# Carl Johan Nilsson (spelman)
För andra betydelser, se Carl Johan Nilsson (olika betydelser).
Carl Johan Nilsson, född 18 december 1870 i Tjärstads församling, Östergötlands län, död 27 oktober 1950 i Kisa församling, Östergötlands län, var en svensk folkmusiker.

## Biografi
Nilsson föddes 1870 på Hallsta i Tjärstads socken. Familjen flyttade 1872 till Kisa. Under sin ungdom spelade Nilsson ofta på bröllop.
Nilsson lärde sig sina melodier ifrån spelmannen och mjölnaren Jakob Johansson i Kölefors, Kisa och spelmannen och lantbrukaren Lars Löfgren i Kårtorp, Kättilstads socken.

## Upptecknade låtar
- Polska i F-dur efter Lars Löfgren.[2][3]
- Polska i G-dur efter Lars Löfgren.[2][3]

## Kompositioner
- Polska i C-dur.[2][3]
- Polska i D-dur.[2][3]
- Polska i C-dur. Polska var från början en visa som Nilsson hade glömt texten till.[2] Visan komponerades för 90 år sedan då Adelsvärd i Åtvidaberg gifte sig med ladugårdspiga.[3]
- Vals i A-dur.[2] Valsen kallades Sofia valsen.[3]